# Gnosjö kommunblock
Gnosjö kommunblock var ett  kommunblock i Jönköpings län.

## Administrativ historik
Den 1 januari 1964 grupperades Sveriges 1006 dåvarande kommuner i 282 kommunblock som en förberedelse inför kommunreformen 1971. Gnosjö kommunblock bildades då av Gnosjö landskommun. Kommunblocket hade vid bildandet 7 127 invånare.
1967 delades kommunblocken in i A-regioner och Gnosjö kommunblock kom då att tillhöra Värnamo a-region.
1971 ombildades Gnosjö landskommun till Gnosjö kommun och 1974 upplöstes kommunblocket. 